# تشيانغ شين مينغ
تشيانغ شين مينغ (بالصينية: 姜建銘) (من مواليد 27 مايو 1985) هو لاعب كرة القاعدة من تايوان.
شارك في دورة الألعاب الآسيوية 2006 في الدوحة، قطر.